# Qujiang, Quzhou
Qujiang är ett av de två stadsdistrikten i Quzhous stad på prefekturnivå, och är beläget i provinsen Zhejiang i östra Kina. Det ligger omkring 190 kilometer sydväst om provinshuvudstaden Hangzhou. 
Befolkningen uppgick till 464 128 invånare vid folkräkningen år 2000. Qujiang var år 2000 ett härad (xiàn) med namnet Qu, men har under senare år fått status som stadsdistrikt. Qujiang var år 2000 indelat i sexton köpingar (zhèn) och sexton socknar (xiāng). Den största orten i distriktet är Hangbu, med 47 864 invånare (2000).